# Neoconocephalus globifer
Neoconocephalus globifer är en insektsart som först beskrevs av Ludwig Redtenbacher 1891.  Neoconocephalus globifer ingår i släktet Neoconocephalus och familjen vårtbitare. Inga underarter finns listade i Catalogue of Life.